# Хобсон, Мэри

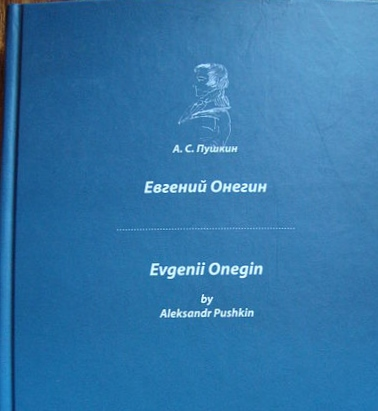
«Евгений Онегин». В переводе Мэри Хобсон

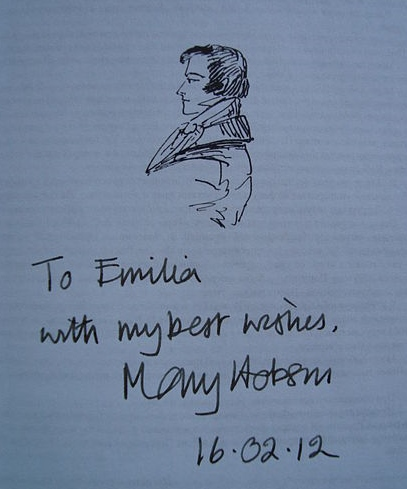
Автограф Мэри Хобсон на странице издания «Евгения Онегина». После презентации в МПГУ

Мэри Хобсон (англ. Mary Hobson, 24 июля 1926 года – 2020 год) — английская писательница, поэтесса, переводчик. Написала три романа, перевела комедию в стихах Александра Грибоедова «Горе от ума» и его переписку. Также переводила произведения Александра Пушкина. Удостоена Золотой Пушкинской медали и премии «Подвижник».

## Личная жизнь
Хобсон вышла замуж за джазового музыканта по имени Нил, у них родились четверо детей. В возрасте 25 лет у него случился церебральный паралич, сковавший всю правую сторону тела и лишивший его речи. Мэри ушла от него в пожилом возрасте, будучи старше 60 лет. Её сын Мэттью остался с отцом.
В 1999 году Мэттью погиб в автокатастрофе. Вместо того, чтобы замкнуться, Мэри стала жить более насыщенной жизнью, писать стихи и даже написала о нём поэму. По убеждениям она атеистка, живёт в южной части Лондона, пишет стихи, и каждый год приезжает в Москву.

## Карьера
Когда её муж проходил музыкальную терапию, в возрасте примерно 40 лет, Хобсон написала первый из трёх своих романов. Все они были впоследствии опубликованы издательством Heinemann Press. Русский язык начала изучать в возрасте 56 лет, чтобы прочитать в оригинале роман Толстого «Война и мир», — эту книгу в английском переводе ей подарила её дочь, когда Мэри лежала в больнице после операции, и она настолько потрясла её, что Мэри решила непременно получить полное и неискажённое представление об этом произведении. Первой преподавательницей русского стала для неё пожилая эмигрантка из России Татьяна Борисовна Бер, которая привила своей ученице любовь к Александру Пушкину, предложив ей «Медного всадника».
В 62 года она поступила в Лондонский университет на отделение славистики и Восточной Европы. Политически нестабильный 1991 год провела в Москве, изучая русский язык и литературу и проживая в хостеле. Закончила обучение, будучи уже старше 60 лет.
Перевод «Горе от ума» Грибоедова был издан в 2005 году, и эта тема стала предметом её докторской диссертации. Кроме того, Хобсон перевела на английский письма Грибоедова, некоторые из которых сочла весьма скандальными. Докторскую степень она получила в возрасте 74 лет.
Перевод «Евгения Онегина» был издан в виде аудиокниги, в исполнении актёра Нэвилла Джейсона. После этого Хобсон получила известность, преимущественно в России, в качестве эксперта-пушкиниста. Перевод «Евгения Онегина» был представлен 16 февраля 2012 года в МГПУ.
В 2003 году начала изучать древнегреческий. По состоянию на февраль 2017 года Хобсон, которой уже за 90, продолжает заниматься новыми проектами. В частности, она переводит на английский сказки Пушкина.

## Работы
- Mary Hobson. This Place Is a Madhouse. William Heinemann, 1980. ISBN 978-0-434-34021-7
- Mary Hobson. Oh Lily. William Heinemann Ltd, 1981. ISBN 978-0-434-34020-0
- Mary Hobson. Poor Tom. David & Charles Publishers, 1982. ISBN 978-0-434-34022-4

Переводы русской литературы
- Mary Hobson; Aleksandr Sergeyevich Griboyedov. Aleksandr Griboedov’s Woe from wit: a commentary and translation. Edwin Mellen Press; 2005. ISBN 978-0-7734-6146-8.
- Mary Hobson; Alexander Puskhin. Evgenii Onegin: A New Translation by Mary Hobson. 2011. ISBN 978-5-91696-012-9
- Mary Hobson; Alexander Puskhin. «Friendship of Love.» In Love Poems. Alma Classics Ltd, 2013. ISBN 978-1-84749-300-2